# Phare de Cape Fear
Le phare de Cape Fear (en anglais : Cape Fear Light) était un phare côtier situé sur Bald Head Island près du cap Fear dans le Comté de Brunswick en Caroline du Nord.

## Historique
Construit en 1903, il a remplacé le phare de Bald Head en tant qu'aide principale à la navigation pour Cape Fear et le Frying Pan Shoals (en) au large des côtes de Caroline du Nord. Il s’agissait d’un phare à ossature pyramidale octogonale en acier, par opposition aux phares à briques coniques généralement associés à l’État.La rour était peinte en bandes horizontales rouges et blanches : trois blanches et deux rouges et abritait une lentille de Fresnel de premier ordre produite par la société Henry-LePaute en France. Le phare de Cape Fear a été remplacé en 1958 par le puissant phare de Oak Island. Le phare de Cape Fear a ensuite été démoli, car on pensait que si la tour désactivée restait debout, elle risquerait de désorienter les marins. One voit encore les traces de ses fondations.
Le complexe de phare de Cape Fear , également connu sous le nom de Cap'n Charlie's Cottages, est toujours en place. Il se compose d'une rangée de trois maisons de gardiens de phares détachés, d'un hangar d'approvisionnement et des piliers d'un autre hangar. Ils ont été construits en 1903, avec le phare. Le complexe a été ajouté au Registre national des lieux historiques depuis le 29 août 1978 sous le n° 78001931 et il est géré par le Bald Head Island Conservancy (en)
Identifiant : ARLHS : USA-1028 ; ex-USCG : 2-0640.

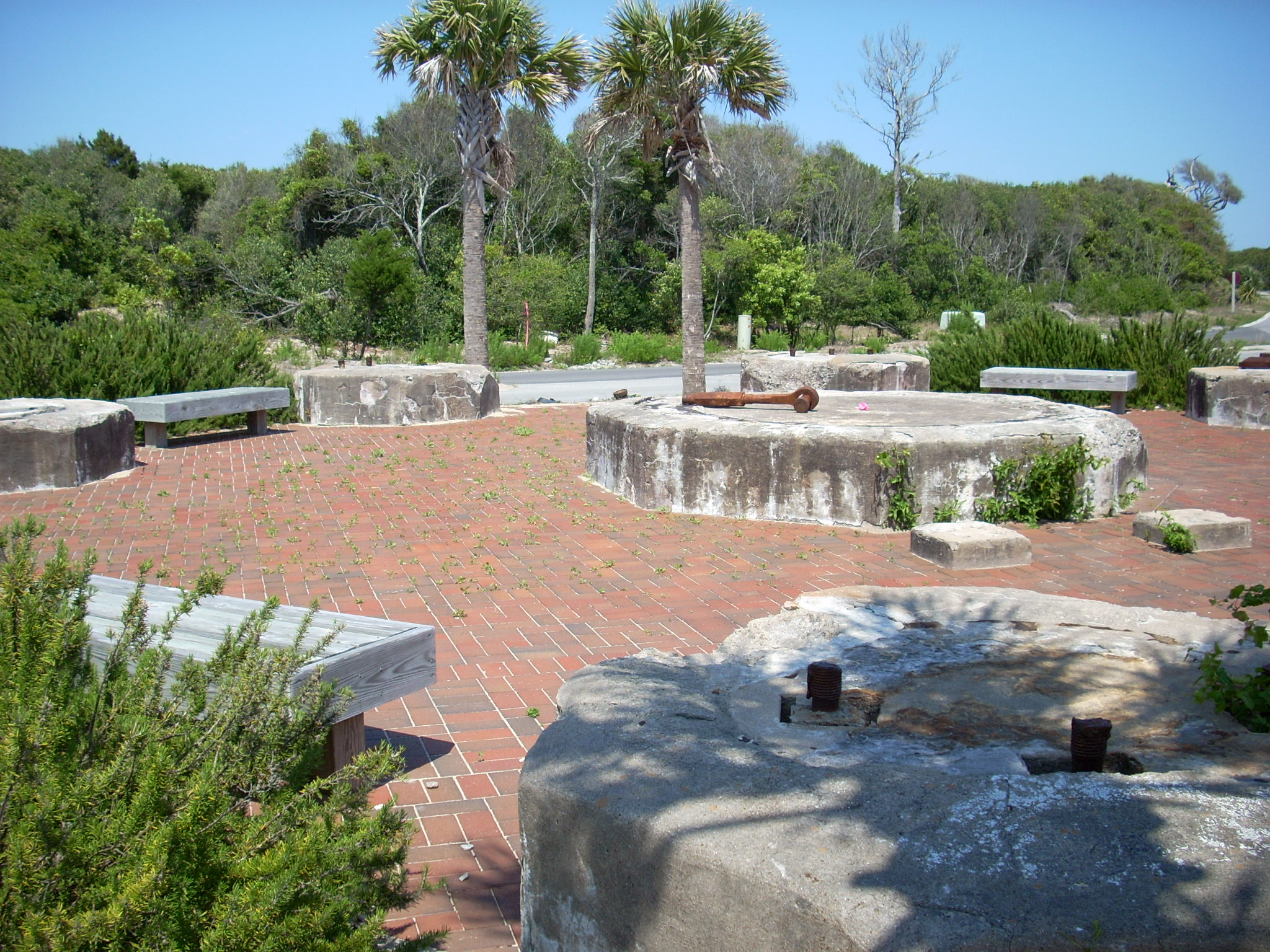
Les fondations du phare
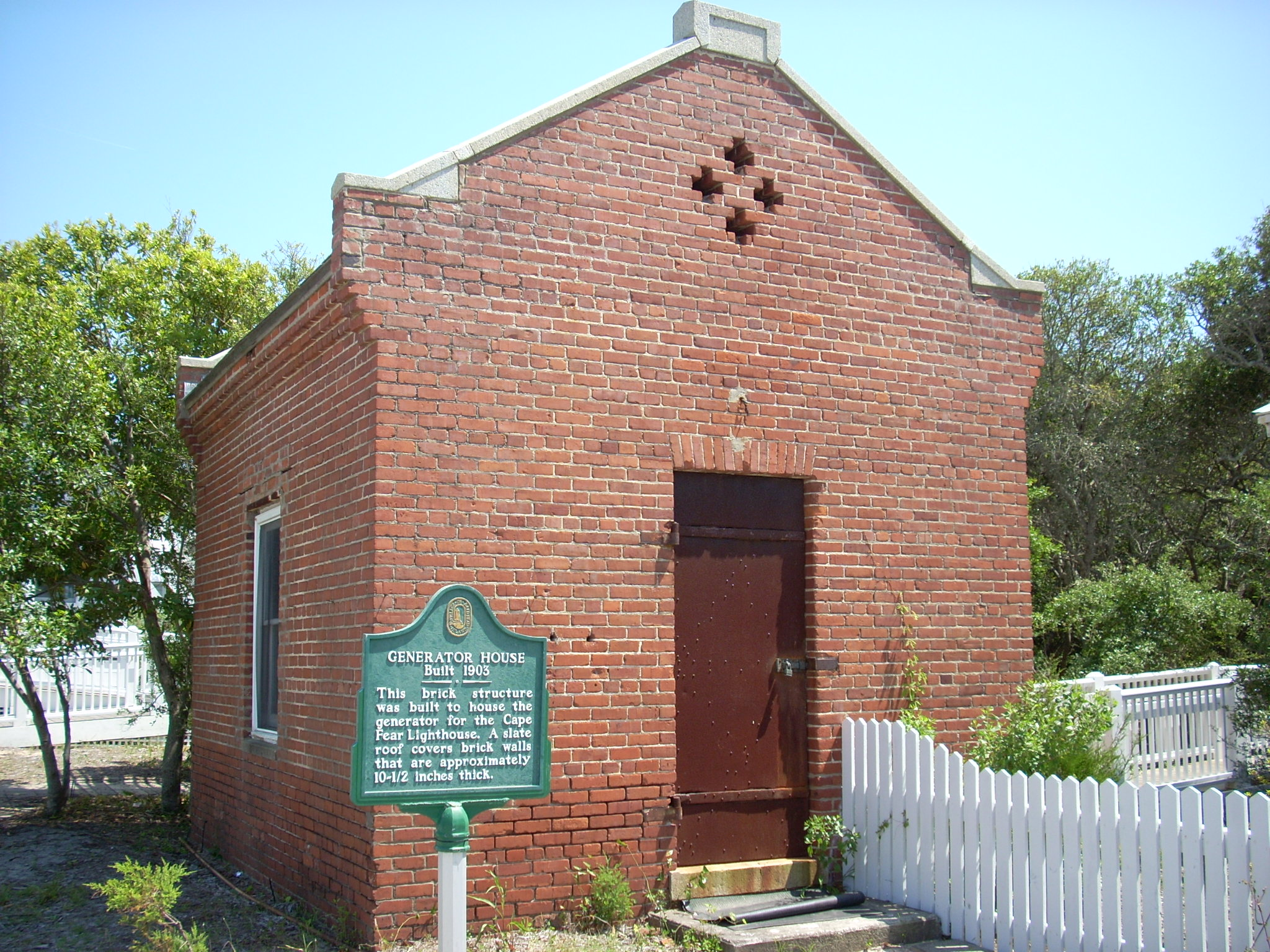
L'ancien bâtiment du générateur électrique